# اولکساندر یاتسنکو (کماندار)
اولکساندر یاتسنکو (انگلیسی: Oleksandr Yatsenko؛ زادهٔ ۲۲ نوامبر ۱۹۵۸) ورزشکار رشته کمان اهل اوکراین است. او از کمانداران بازی‌های المپیک تابستانی ۱۹۹۶ بوده‌است.